# Хроники Нарнии: Лев, колдунья и волшебный шкаф
«Хро́ники На́рнии: Лев, колду́нья и волшебный шкаф» (англ. The Chronicles of Narnia: The Lion, the Witch and the Wardrobe) — фильм в жанре эпического фэнтези 2005 года, третий полнометражный фильм режиссера Эндрю Адамсона, который написал сценарий в соавторстве с Энн Пикок и командой сценаристов в составе Кристофера Маркуса и Стивена Макфили, экранизация произведения «Лев, колдунья и платяной шкаф» Клайва Льюиса из серии «Хроники Нарнии». В фильме рассказывается о параллельном мире, входом в который является платяной шкаф. Продолжения — «Хроники Нарнии: Принц Каспиан» и «Хроники Нарнии: Покоритель зари». Фильм занял четвёртое место в списке самых кассовых фильмов 2005 года. Премьера фильма «Хроники Нарнии: Лев, колдунья и платяной шкаф» состоялась 7 декабря 2005 года, он был выбран для Королевского кинофестиваля, а затем был выпущен в кинотеатрах 8 декабря в Соединенном Королевстве и 9 декабря в США. Фильм получил в целом положительные отзывы критиков и стал кассовым хитом, собрав в мировом прокате 745 миллионов долларов при бюджете в 180 миллионов долларов и став третьим по кассовым сборам фильмом 2005 года. Расширенное издание было выпущено 12 декабря 2006 года на DVD. Объединив оба выпуска фильма, в обычном и расширенном издании, он стал третьим по продажам и первым по кассовым сборам DVD в Северной Америке в 2006 году, собрав в том году 332,7 миллиона долларов. На 78-й церемонии вручения премии «Оскар» фильм победил за лучший грим и был номинирован за лучшее сведение звука и лучшие визуальные эффекты, в то время как на 59-й церемонии вручения премии BAFTA он победил за лучший грим и прическу и был номинирован за лучший дизайн костюмов и лучшие специальные визуальные эффекты. Партитура была номинирована на оригинальную партитуру, а песня «Wunderkind» Аланис Мориссетт была номинирована на лучшую оригинальную песню на 63-й церемонии вручения премии «Золотой глобус». Партитура также была номинирована на лучший саундтрек к фильму, телевидению или другим визуальным средствам массовой информации, а песня «Can't Take It In» Имоджен Хип была номинирована на 49-ю премию «Грэмми» за лучшую песню, написанную для кино, телевидения или других визуальных средств массовой информации.

## Сюжет
В сентябре 1940 года, пережив бомбардировку Блиц, дети Певенси – Питер, Сьюзен, Эдмунд и Люси – были эвакуированы из Лондона, Англия, в загородный дом профессора Дигори Кёрка.
Во время игры в прятки Люси обнаруживает шкаф и прячется внутри, но обнаруживает, что попала в волшебный зимний мир. Она встречает фавна по имени мистер Тумнус, который говорит ей, что она в Нарнии. Тумнус убаюкивает Люси, играя колыбельную на флейте. Когда она просыпается, он объясняет, что намеревался выдать её Белой Колдунье, которая прокляла Нарнию на вечную зиму и отсутствие Рождества; всех встреченных людей следует приводить к ней. Вместо этого Тумнус отправляет Люси обратно домой через гардероб, где она обнаруживает, что в реальном мире прошло совсем немного времени.
Люси позже возвращается через шкаф. Эдмунд следует за ней, но встречает Белую Колдунью и рассказывает ей о Тумнусе. Она предлагает ему рахат-лукум и королевскую власть, если он приведёт к ней своих братьев и сестёр. В реальном мире Люси рассказывает Питеру и Сьюзен о Нарнии, но Эдмунд злобно предаёт её, делая вид, что Люси это просто показалось. Профессор Кёрк, однако, предполагает, что Люси говорит правду.
Случайно разбив окно, брат и сестра убегают от экономки через платяной шкаф и попадают в Нарнию. Питер отчитывает Эдмунда за ложь о Люси и заставляет его извиниться перед ней. Они обнаруживают, что Колдунья похитила Тумнуса. Они встречают говорящих бобров, которые рассказывают, что Аслан планирует вернуться и восстановить контроль над Нарнией, и что существует пророчество о том, что когда два сына Адама и две дочери Евы сядут на троны Кэр-Паравела, правлению Колдуньи придёт конец.
Эдмунд тайком отправляется навестить Колдунью, но она в ярости из-за того, что он пришёл без своих братьев и сестёр. Она посылает волков во главе с Могримом на поиски детей, и Эдмунд попадает в тюрьму, где встречает Тумнуса. Дети и бобры убегают, а Колдунья превращает Тумнуса в камень.
Питер, Люси, Сьюзен и бобры встречают Санта-Клауса - знак того, что сила Колдуньи ослабевает. Он даёт им инструменты для самозащиты: Люси получает кинжал и снадобье, способное исцелить любую рану; Сьюзен — волшебный рог и лук с колчаном стрел; а Питеру - меч и щит. Ускользнув от волков Колдуньи, группа достигает лагеря Аслана, где выясняется, что он лев. Могрим и волк устраивают засаду на Люси и Сьюзен, но Питер убивает Могрима. Войска Аслана преследуют убегающего волка-разведчика и спасают Эдмунда.
Белая Колдунья отправляется в лагерь Аслана, чтобы объявить Эдмунда предателем, но Аслан тайно предлагает себя взамен. Той ночью Люси и Сьюзен видят, как Ведьма убивает Аслана у Каменного стола и отправляет армию на истребление его людей. Эдмунд уговаривает Питера принять командование. Утром обе армии сходятся в битве. Аслан воскресает, ссылаясь на магию, недоступную пониманию Колдуньи, и забирает Сьюзен и Люси в замок Ведьмы, чтобы освободить окаменевших пленников. Эдмунд смертельно ранен после того, как сломал своим мечом волшебную палочку ведьмы, спасая Питера, но прибывает подкрепление, и Аслан убивает Колдунью. Эдмунд исцеляется с помощью снадобья Люси, и Певенси коронуются королем Питером Великолепным, королевой Сьюзен Нежной, королем Эдмундом Справедливым и королевой Люси Отважной.
Пятнадцать лет спустя брат и сестра, ставшие взрослыми, преследуют белого оленя. Они натыкаются на фонарный столб, который Люси впервые увидела, когда вошла в Нарнию. Они возвращаются обратно через платяной шкаф, и, поскольку с тех пор, как они покинули этот мир, прошло совсем немного времени, они снова становятся детьми. Профессор Кёрк спрашивает, почему они оказались в шкафу. Питер говорит, что он бы им не поверил, и отвечает: "Попробуйте сами".
В сцене в середине титров Люси снова пытается воспользоваться гардеробом, но профессор Кирк говорит ей, что он тоже пытался, и они, вероятно, вернутся в Нарнию, когда меньше всего этого будут ожидать.

## В ролях
| Действующее лицо                        | Исполнитель     |
| --------------------------------------- | --------------- |
| Люси Певенси                            | Джорджи Хенли   |
| Эдмунд Певенси                          | Скандар Кейнс   |
| Питер Певенси                           | Уильям Моусли   |
| Сьюзен Певенси                          | Анна Попплуэлл  |
| Королева Джадис (она же Белая Колдунья) | Тильда Суинтон  |
| Мистер Тумнус                           | Джеймс Макэвой  |
| Профессор Дигори Керк                   | Джим Бродбент   |
| Чёрный гном Гинарбрик                   | Киран Шах       |
| Санта Клаус                             | Джеймс Космо    |
| Хелен Певенси                           | Джуди Макинтош  |
| Миссис Макриди                          | Элизабет Хоторн |
| Кентавр Орей                            | Патрик Кейк     |
| Генерал Отмин, минотавр                 | Шейн Рэнги      |
| Взрослая Люси                           | Рейчел Хенли    |
| Взрослый Эдмунд                         | Марк Уэллс      |
| Взрослый Питер                          | Ноа Хантли      |
| Взрослая Сьюзен                         | Софи Уинклман   |
| Аслан (голос)                           | Лиам Нисон      |
| Бобр (голос)                            | Рэй Уинстон     |
| Бобриха (голос)                         | Дон Френч       |
| Лис (голос)                             | Руперт Эверетт  |
| Филипп, конь (голос)                    | Филип Стойер    |
| Могрим (голос)                          | Майкл Мэдсен    |

## Производство

### Команда
- Эндрю Адамсон — режиссёр, продюсер, соавтор сценария. Очень любил книги в детстве. До «Хроник Нарнии» был режиссёром двух частей «Шрека». Эндрю Адамсон является хорошим специалистом по спецэффектам, что очень помогло при создании компьютерных животных.
- Кристофер Маркус — сценарист
- Стефан МакФили — сценарист
- Энн Пикок — сценарист
- Сим-Эванс Джонс — монтажер
- Марк Джонсон — продюсер
- Филипп Стейер — продюсер
- Перри Мур — исполнительный продюсер
- Дуглас Грешам — сопродюсер, приходится пасынком К. С. Льюису.
- Ричард Тейлор (Weta Workshop) — Концепция визуального дизайна и существ, доспехи и оружие.
- Говард Бергер (KNB EFX Group) — специальный мейк-ап и существа.
- Изес Мессенден — художник по костюмам.
- Кимберли Адамс — второй художник по костюмам, занималась костюмами для битвы[6].
- Роджер Форд — художник фильма
- Рандал Стар — продюсер по визуальным спецэффектам.

В мастерской «Weta Workshop» также работали 8 дизайнеров и 12 скульпторов.
В основном над визуальными спецэффектами работали «Rhythm&Hues», однако при разработке некоторых персонажей (например, бобров) также были подключены «Sony Imagework» (Джон Клинтон).

### Подбор актёров

Тильда Суинтон в роли Джадис

Чтобы найти детей на главные роли в фильме, Эндрю Адамсон просмотрел записи около 2500 молодых актёров, встретился с 700, попробовал 400, отобрал 120. Выбранные актёры были старше своих персонажей, только Джорджи Хенли было 7—10 лет во время производства фильма, что соответствует возрасту Люси (8—9 лет). Омоложения добились с помощью грима.
Роль Белой Колдуньи (Джадис) должна была достаться Мишель Пфайффер, но из-за семейных обстоятельств актриса была вынуждена отказаться. Мишель была единственной кинозвездой, к кому решили обратиться продюсеры. В итоге роль Колдуньи досталась Тильде Суинтон, которая специально прочитала книгу Льюиса только после съёмок. Мишель же сыграла роль злой колдуньи позже, в фильме «Звёздная пыль».
Аслана должен был озвучивать Брайан Кокс, однако в конце концов эта роль досталась Лиаму Нисону.

### Съёмки
Съёмки начались 28 июня 2004 года, первой сценой были дети в вагоне поезда. Это был первый съёмочный день, поэтому дети были очень неуверенными. У Анны Попплуэл тогда уезжала мать. Скандар Кейнс сымпровизировал, крикнув фразу «Отцепись! Сам знаю, как садиться в поезд!». Строго говоря, до июня 2004 съёмки уже велись, но они назывались «костюмированными съёмками»: актёры играли и репетировали небольшие эпизоды (прятки, например), как бы готовясь к основным съёмкам. Производство фильма закончилось в январе 2005 года. Последней сценой снимали битву Питера с Колдуньей.
Несмотря на то, что данная картина стала только пробным камнем в экранизации новелл К. С. Льюиса, продюсеры заранее приобрели права на экранизацию всей серии, насчитывающей семь книг.
Съёмки проходили в Новой Зеландии и Чехии. Картина получила два «липовых» рабочих названия: «Столетняя зима» (The Hundred Year Winter) и «Паравэл» (Paravel). Знаки в Окленде, помогавшие съёмочной группе добраться до съёмочной площадки, гласили именно Paravel, чтобы сбить с толку толпы фанатов, пытающихся попасть на съёмки.

### Музыка
Музыку для фильма написал известный композитор Гарри Грегсон-Уильямс. Исполнителем и соавтором композиции «Where» стала Лизбет Скотт.
Создатели фильма вели переговоры с рок-группой Evanescence, рассматривая возможность её участия в записи саундтрека. Но в итоге от этой идеи отказались, сочтя музыку Evanescence слишком мрачной для семейного фильма. Песни, которые предполагалось использовать в фильме, например, Lacrymosa и Together Again, были позже выпущены Evanescence отдельно.

### Существа

Джеймс Макэвой в роли фавна Мистера Тумнуса

«В мире Нарнии есть почти все мифологические существа, когда-либо придуманные», — рассказывал Ричард Тейлор. — «И реализовать всё это — невероятный вызов». При создании существ использовалась как компьютерная графика (например, ноги Тумнуса компьютерные; во время съёмок МакЭвой ходил в ядовито-зелёных штанах с розовыми точками), так и куклы и грим. Куклы были механизированные с радиоуправлением. Один из примеров такой куклы — минотавр, во время съёмок которого три человека управляли мимикой (первый — челюстью и губами, второй — глазами и веками, а третий — ушами и ноздрями), а ещё один актёр находился внутри.
Однако не все животные и мифические существа в фильме — ненастоящие. Присутствуют там и настоящие животные, хотя с ними возникали проблемы. Создатели картины хотели доставить в Новую Зеландию 12 оленей, которые бы тянули за собой сани Белой Колдуньи. Однако Министерство земледелия выступило против этой затеи, мотивируя своё решение Ку-лихорадкой, от которой страдают многие особи североамериканских оленей. Эта болезнь легко может передаваться от животных к людям. В результате пришлось сделать компьютерных оленей.

### Костюмы, оружие и другие предметы
Действие фильма происходят в двух мирах; соответственно, все предметы и костюмы делятся на предметы из нашего мира и предметы из мира Нарнии. Действие в нашем мире происходит в 1940 году, и стилистика соответствует тому времени. Однако дом профессора Керка является промежуточным звеном между нашим миром и миром Нарнии. Это старинный дом, и Роджер Форд поместил в нём вещи XVI века. В этом доме также находится Платяной шкаф, который хотя и сделан в нашем мире, однако происходит из мира Нарнии, поэтому его дизайн напоминает дизайн нарнийских вещей.
На дизайн нарнийских вещей оказала влияние мифология, которую Льюис частично позаимствовал из античных времён, а частично создал для своего мира. Так, например, на многих предметах есть изображения яблони (которая была посажена в начале Нарнии для защиты от Белой Колдуньи), а на щите Питера изобразили льва.
При съёмках фильма использовалось три вида оружия. Первый вид — оружие, которое было сделано так же, как делалось в Средневековье. Единственным отличием было использование для заточки металла электрических приборов, а не управляемого ногой колеса. Оно использовалось для крупных планов. Второй — алюминиевое оружие с полиуретановой ручкой для сцен битв, снимаемых крупным планом, третий вид — полностью полиуретановое оружие. Использование этого материала позволило создателями изготовить очень много бутафорского оружия за небольшой промежуток времени.

## Выход в прокат
Картина стала одним из самых успешных фильмов Walden Media. Кассовые сборы составили 720 539 572 $, оборот с продаж дисков — 442 868 636 $.